# Infanticídio de Mirielly e Cecília Gomes Souza
O infanticídio de Mirielly e Cecília Gomes Souza refere-se ao homicídio das meninas Mirielly Gomes Souza, de 8 anos, e Cecília Gomes Souza, de 4 anos, por seu pai Ramon de Souza Pereira em 22 de maio de 2023, após ele descobrir que a esposa e mãe das crianças, Dayane Faria Gomes, tinha um caso extraconjugal. O crime aconteceu em Santo Antônio de Goiás, em Goiás.
As vítimas foram enterradas em 26 de maio no Cemitério Municipal Jardim da Saudade.
Em 4 de setembro de 2024 Ramon foi condenado a 64 anos e dez meses de prisão em regime fechado por homicídio quintuplamente qualificado. 
O caso também é enquadrado pelo que se convencionou chamar de feminicídio indireto. "Por definição na lei, a nomenclatura jurídica não existe, mas, segundo especialistas, o chamado "feminicídio indireto" se tornou um termo comum nos últimos anos em casos em que homens miram os filhos para assim atingir ex-companheiras", explicou o G1. "São crianças que foram assassinadas pelos seus próprios genitores, não apenas como um ato de barbárie, mas como uma forma de vingança contra as suas mães. Esses crimes, que podemos e devemos nomear como feminicídio indireto, escancaram uma verdade que precisa ser enfrentada", reportou o Ministério Público do Rio Grande do Sul.

## Crime
Por volta das 16 horas de 22 de maio de 2023, Ramon, que trabalhava como motorista de aplicativo, encontrou a esposa, Dayane Faria Gomes, com outro homem, que acabou fugindo de moto. A mulher foi agredida por Ramon, que depois deixou o local usando o carro da família. Em seguida, ele foi comprar uma faca e um galão de álcool e depois pegou Cecília na creche e Mirielly na escola.
Ele levou as meninas para uma área na zona rural de Santo Antônio de Goiás, de onde ligou para o pai da esposa antes de esfaquear as filhas. Ele depois incendiou o carro com as crianças dentro do veículo.
Em seguida, Ramon se refugiou numa área de mata.

## Motivação
Ramon quis se vingar da esposa, Dayana Faria, que tinha um caso extraconjugal com o pastor Ronaldo Luiz, da igreja Assembleia de Deus Sombra do Onipotente.

## Investigações e prisão
Foi o fazendeiro Edmir Batista de Oliveira que, por volta das 20 horas, encontrou o carro ainda em chamas e chamou a polícia. Após se depararem com os corpos carbonizados, os policiais criaram uma força-tarefa para capturar o criminoso, que foi encontrado no dia 23 numa mata perto do local do crime (veja o vídeo da captura aqui). Ele estava ferido na garganta e no abdômen porque tinha tentado o suicídio e foi levado a um hospital.
Inicialmente, Ramon confessou o crime para guardas municipais, mas no dia 26, no hospital, se manteve em silêncio por orientação de sua defesa. Após deixar o hospital no dia 29 permaneceu preso.

### Testemunho do avô
Ramon chegou a ligar para o sogro, que pediu para que ele não fizesse nada com as meninas. Numa gravação que serviu como prova, uma das meninas diz: "não faz isso". O sogro também diz para Ramon: "Ramon, pelo amor de Deus, não faz isso não. Você sabe que tudo que nós temos na vida [...] Ramon, pelo amor de Deus, eu amo essas meninas", reporta o G1.

### Condenação
O autor do crime ficou preso preventivamente em Aparecida de Goiânia e em 4 de setembro de 2024 foi condenado a 64 anos e dez meses de prisão em regime fechado por  homicídio quintuplamente qualificado (com cinco qualificadoras: motivo torpe de vingança, mediante meio cruel, com o uso de arma de fogo, com recurso que dificultou a defesa das vítimas, em contexto de violência doméstica e contra menor de 14 anos). 
 

"Ele também foi condenado por lesão corporal em contexto de violência doméstica contra sua mulher", explicou o Ministério Público de Goiás quando de sua condenação. 